# Palazzo Montecitorio
Palazzo Montecitorio (eller Palazzo di Montecitorio) er et palads i Italien, der siden 1871 har været sæde for Italiens deputeretkammer.
Paladset var oprindeligt tegnet af Giovanni Lorenzo Bernini for den unge kardinal Ludovico Ludovisi, der var nevø til pave Gregor XV. Med pavens død blev byggeriet imidlertid indstillet og først færdiggjort under Pave Innocens XII i 1694 ved Berninis elev Carlo Fontana.
I forbindelse med Italiens samling i 1861 og Roms status af hovedstad fra 1870 blev det besluttet at paladset skulle være sæde for parlamentets andetkammer. Bygningen blev i den forbindelse restaureret og ombygget i jugendstil af Ernesto Basile.
41°54′5″N 12°28′43″Ø / 41.90139°N 12.47861°Ø